# Sandskädda
Sandskäddan, sandflundran, slättan eller slättikan (Limanda limanda) är en fisk i ordningen plattfiskar.

## Utseende
Sandskäddan har en tämligen långsträckt kropp. Ögonsidans kroppsfärg är grön-, grå- till gulbrun beroende på det underlag som fisken vistas på, och ofta med ljusare eller mörkare fläckar. Blindsidan är vit. Fenorna är av kroppens färg. Den har en starkt böjd sidolinje ovanför bröstfenorna. Sandskäddan kan väga upp mot 1,5 kilogram, bli 50 centimeter lång och 12 år gammal, men blir sällan över 30 centimeter lång.

## Utbredning
Sandskäddan förekommer endast i Europa, från Biscayabukten längs Atlantkusten över Brittiska öarna, Nordsjön och längs Norges kust, upp till Barents hav. Den förekommer även i sydligaste Östersjön. Sandskädda har vid ett tillfälle, 1989, påträffats i ett fiskenät, strax utanför Lövånger i Västerbotten.[källa behövs]

## Levnadssätt
Den lever på sand- eller lerbotten på upptill 100 meters djup.
Dess föda består främst av mindre kräftdjur och småfisk.

### Fortplantning
Sandskäddan leker under våren. Honan lägger mellan 50 000 och 100 000 ägg som kläcks efter mellan 3 och 12 dagar. Larverna är till en början pelagiska och simmar som vanliga fiskar med buken neråt, men vid en längd av omkring 1,5 centimeter börjar ena ögat vandra åt sidan, och de börjar simma med ena sidan (vanligtvis vänstra) neråt. Strax därefter söker de sig till botten på upp till 70 meter djupt vatten. I Nordsjön blir sandskäddan könsmogen vid 2–3 års ålder och 15–20 centimeters längd för hanar, 3–5 år och 20–25 centimeter för honor.

## Kommersiell användning
Sandskäddan är en god matfisk som tas med trål, snurrevad och fisknät. Fisket uppgår till 10 000–15 000 ton årligen.